# 툰드라
툰드라(영어: tundra)는 지하에 일년 내내 녹지 않는 영구 동토가 있고, 강수량이 적은 지역이다.
주로 러시아의 시베리아 등 고위도 한대 지역에 있다. 영구 동토라고 해도 짧은 여름에는 표면 부근의 토양이 녹아서, 이끼 등의 선태류나 지의류, 초본류, 관목 등이 생육하는 곳도 있다. 툰드라는 백야가 일어나기도 한다. 러시아 말로 툰드라(тундра, tûndra)는 툰다르(the Kildin Sami word тӯндар, tūndâr)에서 왔는데 의미가 "고지대 "혹은 "나무없는 산지대"(uplands, treeless mountain tract)를 의미한다.

## 구분
툰드라는 삼림한계선으로부터 극지에 이르는 한랭한 지역에 발달한다.
나무가 전혀 자라지 못하는 것은 아니고, 삼림 한계 주변의 넓은 지역에서는 수목이 군데군데 자라고 있다. 그러나 같은 툰드라라 할지라도, 주변의 툰드라는 극지의 툰드라와 그 양상이 다르다. 한편, 고산의 삼림 한계 위쪽에는 고산 툰드라가 발달한다. 이와 같은 극지 툰드라와 여러 지방에 간간이 분포되어 있는 고산 툰드라는 가장 더운 달(7월)의 평균 기온이 10℃ 이하인 지역에 나타나게 되며, 위도와 고도 모두의 영향을 받기 때문에 적도에 가까운 지역이라도 충분한 고도에서는 고산 툰드라가 발달하기도 한다.

## 식생
고위도 지방에 있는 툰드라의 식생은 모두 크기가 작으며, 벼과식물과 비슷한 잎을 가진 사초속·꿩의밥속 등의 그라미노이드 식물과 담자리꽃나무류·극지버드나무 등의 버드나무속 군락들이 주종을 이루는데, 다소 높은 곳에서는 지의류가 많이 자라고 있다. 그러나 남쪽으로 감에 따라 높이 50 ~ 100cm 정도의 각종 버드나무·콩자작나무 등이 자라나서, 수목 한계 부근에 이르면 이러한 관목 군락들이 우세한 종으로 자리잡게 된다
보통, 극지 중에서도 고위도의 물이 차 있는 곳에는 아르크토아그로티스 등의 벼과 초본들이 자라지만, 물이끼 습원은 드문 편이다. 이러한 물이끼 습원은 북극해의 두 입구가 되는 베링 해협, 그린란드해, 노르웨이해의 연안에 있는 습윤 툰드라 지대에 이르러서야 비로소 넓게 분포한다.
남극 툰드라는 비교적 위도가 낮은 남극해에 면한 섬들에서 찾아볼 수 있다. 곳은 습기가 많고 바람이 강하게 불기 때문에, 주로 아조렐라로 구성된 덩어리 모양의 군락이 주체가 되며, 그 밖의 곳에서는 벼과식물이 덩어리 모양 초원을 이루고 있거나 관목 군락이 드물게 분포되어 있다. 지의류와 선태시류 등이 자란다.
한편, 고산은 이른바 제3의 극지로서, 많은 학자들은 이 곳의 식생을 극지와 마찬가지인 툰드라로 취급하고 있다. 고산의 삼림 한계 부근에서는 아극지 툰드라에서와 같이 주로 높이 1m 안팎의 관목 군락이 발달하는 곳이 많은데, 특히 동시베리아에서는 눈잣나무가 주종을 이루고 있다. 그러나 나무의 종류는 곳에 따라 큰 차이가 있어서, 알래스카에서는 두메오리나무의 일종이나 비교적 키가 작은 그란듀로사자작나무가 자라며, 히말라야에는 보통 노간주나무류가 많다.
최근에는 지구 온난화로 영구 동토층이 감소하면서 툰드라가 점점 사라지고 있다.

## 목록
- 구북구
  - 러시아 북극
  - 브랑겔 제도·헤럴드 제도
  - 바이칼 호 동부
  - 타이미르-중앙시베리아 툰드라
  - 노르웨이·스웨덴·핀란드
  - 노보시비르스크 제도 북극사막
  - 노바야제믈랴 툰드라
  - 동북시베리아 해안 툰드라
  - 콜라반도 툰드라
  - 캄차카 산악 툰드라·삼림 툰드라
  - 축치반도 툰드라
  - 체르스키 산맥·콜리마 산맥 툰드라
  - 동러시아
  - 북극 사막
- 신북구
  - 토른가트산 툰드라
  - 태평양 연안 산악 설원·툰드라
  - 오길비-맥켄지 고산 툰드라
  - 중북극 툰드라
  - 저북극 툰드라
  - 칼라아릿누나트 저북극 툰드라
  - 칼라아릿누나트 고북극 툰드라
  - 유콘-알래스카 내륙 고산 툰드라
  - 고북극 툰드라
  - 데이비스 고지대 툰드라
  - 브룩스-브리티시 산맥 툰드라
  - 베링 고지대 툰드라
  - 베링 저지대 툰드라
  - 배핀 해안 툰드라
  - 북극 산록 툰드라
  - 북극해 해안 툰드라
  - 알류샨 제도
  - 알래스카 산맥·세인트엘리어스 산맥
- 오스트레일리아구
  - 앤티포즈 제도
- 남극구
  - 남인도양 남극 제도
  - 남극횡단산맥 동부
  - 남극횡단산맥 서부

## 참고 자료
- 이 문서에는 다음커뮤니케이션(현 카카오)에서 GFDL 또는 CC-SA 라이선스로 배포한 글로벌 세계대백과사전의 내용을 기초로 작성된 글이 포함되어 있습니다.